# Krasznozjorszkoje
Krasznozjorszkoje (oroszul: Краснозёрское) városi jellegű település Oroszország ázsiai részén, a Novoszibirszki területen; a Krasznozjorszkojei járás székhelye.
Népessége: 9524 fő (a 2010. évi népszámláláskor).

## Elhelyezkedése
Novoszibirszktől országúton 305 km-re délnyugatra, a Kulunda-síkságon, a Karaszuk folyó partján helyezkedik el. A legközelebbi vasútállomás 32 km-re van.
A település 1773-ban keletkezett és a folyóról kapta nevét. 1925-ben lett járási székhely (még a régi nevén). 1930-ban a járás és a székhely nevét egyaránt Krasznozjorszkoje-ra változtatták. Neve – az elterjedt vélekedéssel ellentétben – nem a krasznoje ozero (jelentése: 'szép, jó tó'), hanem a krasznoje zerno (jelentése: 'jó mag') szókapcsolatból keletkezett.
Gazdaságának meghatározó ágazata az élelmiszeripar, jelentős vállalata a sörgyár.